# Android Cupcake
Android 1.5 Cupcake é a terceira versão (descontinuada) do sistema operacional móvel Android desenvolvida pela empresa Google. A versão foi lançada em 27 de abril de 2009. O lançamento inclui novas funcionalidades para usuários e desenvolvedores, assim como mudanças no framework API do Android. Para desenvolvedores, a plataforma Android 1.5 é disponibilizada como um componente que pode ser baixado para o Android SDK.
Esta foi a primeira versão a usar oficialmente um nome baseado em um doce, um tema que seria usado para todas as versões seguintes.

## Pacotes de SDK
27 de abril de 2009 - v1.5_r1
Maio de 2009 - v1.5_r2
Julho de 2009 - v1.5_r3
Maio de 2010 - v1.5_r4

## Mudanças

### v1.5 (API 3)
| Versão | Data de lançamento  | Características |
| ------ | ------------------- | --- |
| 1.5    | 27 de abril de 2009 | - Suporte para teclados virtuais de terceiros com previsão de texto e dicionário para palavras personalizadas do usuário; - O suporte para Widgets - vistas de aplicativos em miniatura, que pode ser embutido em outras aplicações (como a tela inicial) e receber atualizações periódicas; - Gravação e reprodução de vídeo em MPEG-4 e 3GP; - Auto-emparelhamento e suporte para Bluetooth estéreo acrescentado (A2DP) e (AVRCP); - Recursos de copiar e colar adicionado ao navegador web; - Fotos dos usuários mostrado para Favoritos em Contatos; - Carimbo de data / hora específico mostrado para eventos em log de chamadas e acesso com um toque a um cartão do evento log de chamadas; - Animações de transições de tela; - Auto-rotação da tela; - Nova animação de inicialização; - Capacidade de enviar vídeos para o YouTube; - Capacidade de fazer upload de fotos para o Picasa; - Capacidade de verificar o histórico de uso do telefone. |